# Els últims dies del món
Els últims dies del món (títol original en francès: Les Derniers Jours du monde) és una pel·lícula de ciència-ficció francesa feta pels germans Larrieu, i basada en la novel·la de Dominique Noguez. Va ser estrenada a França el 19 d'agost de 2009 i va tenir la seua estrena mundial a la Piazza Grande del Festival Internacional de Cinema de Locarno el 9 d'agost de 2009. Va ser doblada al català.

## Argument
La fi del món s'acosta. Robinson Laborde (Mathieu Amalric) s'embarca en un viatge a través de l'estat espanyol i Occitània, en un ambient pre-apocalíptic que el porta als braços de moltes dones, en la recerca d'amor.

## Repartiment
- Mathieu Amalric: Robinson
- Catherine Frot: Ombeline
- Sergi Lopez: Théo
- Karin Viard: Chloé
- Sabine Azéma: La Marquesa d'Arcangues
- Omahyra Mota: Laetitia
- Clothilde Hesme: Iris
- Pierre Pellet: Cédric Ribot
- Manon Beaudoin: Mélanie

## Reconeixements
Al XLII Festival Internacional de Cinema Fantàstic de Catalunya de 2009 va guanyar el Premi de la Crítica José Luis Guarner i va compartir amb Kynodontas el Premi Carnet Jove Fantàstic.